# Bulgaria ai Giochi olimpici
La Bulgaria ha partecipato per la prima volta ai Giochi olimpici nel 1896.
Gli atleti bulgari hanno vinto un totale di 230 medaglie ai Giochi olimpici estivi e 6 ai Giochi olimpici invernali.
Il Comitato Olimpico Bulgaro, creato nel 1923, venne riconosciuto nel 1924.

## Medaglieri

### Medaglie ai giochi estivi
| Giochi                 | Oro              | Argento          | Bronzo           | Totale           |
| ---------------------- | ---------------- | ---------------- | ---------------- | ---------------- |
| Atene 1896             | 0                | 0                | 0                | 0                |
| Parigi 1900            | non partecipante | non partecipante | non partecipante | non partecipante |
| St. Louis 1904         | non partecipante | non partecipante | non partecipante | non partecipante |
| Londra 1908            | non partecipante | non partecipante | non partecipante | non partecipante |
| Stoccolma 1912         | non partecipante | non partecipante | non partecipante | non partecipante |
| Anversa 1920           | non partecipante | non partecipante | non partecipante | non partecipante |
| Parigi 1924            | 0                | 0                | 0                | 0                |
| Amsterdam 1928         | 0                | 0                | 0                | 0                |
| Los Angeles 1932       | non partecipante | non partecipante | non partecipante | non partecipante |
| Berlino 1936           | 0                | 0                | 0                | 0                |
| Londra 1948            | non partecipante | non partecipante | non partecipante | non partecipante |
| Helsinki 1952          | 0                | 0                | 1                | 1                |
| Melbourne 1956         | 1                | 3                | 1                | 5                |
| Roma 1960              | 1                | 3                | 3                | 7                |
| Tokyo 1964             | 3                | 5                | 2                | 10               |
| Città del Messico 1968 | 2                | 4                | 3                | 9                |
| Monaco 1972            | 6                | 10               | 5                | 21               |
| Montréal 1976          | 6                | 9                | 7                | 22               |
| Mosca 1980             | 8                | 16               | 17               | 41               |
| Los Angeles 1984       | non partecipante | non partecipante | non partecipante | non partecipante |
| Seul 1988              | 10               | 12               | 13               | 35               |
| Barcellona 1992        | 3                | 7                | 6                | 16               |
| Atlanta 1996           | 3                | 7                | 5                | 15               |
| Sydney 2000            | 5                | 6                | 2                | 13               |
| Atene 2004             | 2                | 1                | 9                | 12               |
| Pechino 2008           | 1                | 1                | 3                | 5                |
| Londra 2012            | 0                | 1                | 1                | 2                |
| Rio de Janeiro 2016    | 0                | 1                | 2                | 3                |
| Tokyo 2020             | 3                | 1                | 2                | 6                |
| Parigi 2024            | 3                | 1                | 3                | 7                |
| Totale                 | 57               | 89               | 85               | 231              |

### Olimpiadi invernali
| Giochi                      | Oro | Argento | Bronzo | Totale |
| --------------------------- | --- | ------- | ------ | ------ |
| Garmisch-Partenkirchen 1936 | 0   | 0       | 0      | 0      |
| Sankt Moritz 1948           | 0   | 0       | 0      | 0      |
| Oslo 1952                   | 0   | 0       | 0      | 0      |
| Cortina d'Ampezzo 1956      | 0   | 0       | 0      | 0      |
| Squaw Valley 1960           | 0   | 0       | 0      | 0      |
| Innsbruck 1964              | 0   | 0       | 0      | 0      |
| Grenoble 1968               | 0   | 0       | 0      | 0      |
| Sapporo 1972                | 0   | 0       | 0      | 0      |
| Innsbruck 1976              | 0   | 0       | 0      | 0      |
| Lake Placid 1980            | 0   | 0       | 1      | 1      |
| Sarajevo 1984               | 0   | 0       | 0      | 0      |
| Calgary 1988                | 0   | 0       | 0      | 0      |
| Albertville 1992            | 0   | 0       | 0      | 0      |
| Lillehammer 1994            | 0   | 0       | 0      | 0      |
| Nagano 1998                 | 1   | 0       | 0      | 1      |
| Salt Lake City 2002         | 0   | 1       | 2      | 3      |
| Torino 2006                 | 0   | 1       | 0      | 1      |
| Vancouver 2010              | 0   | 0       | 0      | 0      |
| Soči 2014                   | 0   | 0       | 0      | 0      |
| Pyeongchang 2018            | 0   | 0       | 0      | 0      |
| Pechino 2022                | 0   | 0       | 0      | 0      |
| Totale                      | 1   | 2       | 3      | 6      |

### Medaglie per sport
| Sport             | Oro | Argento | Bronzo | Totale |
| ----------------- | --- | ------- | ------ | ------ |
| Lotta             | 18  | 32      | 23     | 73     |
| Sollevamento pesi | 13  | 16      | 9      | 38     |
| Atletica leggera  | 5   | 8       | 6      | 19     |
| Pugilato          | 5   | 5       | 10     | 20     |
| Tiro a segno      | 4   | 7       | 6      | 17     |
| Canoa/Kayak       | 4   | 5       | 8      | 17     |
| Ginnastica        | 3   | 5       | 8      | 16     |
| Canottaggio       | 3   | 4       | 7      | 14     |
| Nuoto             | 1   | 1       | 1      | 3      |
| Biathlon          | 1   | 0       | 1      | 2      |
| Karate            | 1   | 0       | 0      | 1      |
| Judo              | 0   | 1       | 2      | 3      |
| Short track       | 0   | 2       | 1      | 3      |
| Pallacanestro     | 0   | 1       | 1      | 2      |
| Calcio            | 0   | 1       | 1      | 2      |
| Pallavolo         | 0   | 1       | 1      | 2      |
| Equitazione       | 0   | 1       | 0      | 1      |
| Sci di fondo      | 0   | 0       | 1      | 1      |
| Taekwondo         | 0   | 0       | 1      | 1      |
| Tennis            | 0   | 0       | 1      | 1      |
| Totale            | 58  | 90      | 88     | 236    |